# Joeropsis setosa
Joeropsis setosa is een pissebed uit de familie Joeropsididae. De wetenschappelijke naam van de soort is voor het eerst geldig gepubliceerd in 1968 door George & Stromberg.